# Credito Mobiliare
La Società generale di credito mobiliare italiano (generalmente chiamata Credito Mobiliare) è stata una delle principali banche italiane del periodo postunitario.

## Storia

### LaCassa del Commercio e dell'Industria di Torino
Nel 1853 fu aperta una cassa di sconto a Torino in forma di società fra banchieri privati sotto gli auspici di Camillo Benso di Cavour. La vita di questo istituto, che si chiamava Cassa del Commercio e dell'Industria di Torino fu subito tormentato. Un primo salvataggio dovette essere organizzato già nel 1856, a tre anni dalla fondazione, e se ne assunsero l'onere i Rothschild del ramo francese, che volevano evitare che potessero entrare nel mercato italiano concorrenti come i fratelli Pereire o come i banchieri inglesi.
Tuttavia, anche il tentativo di salvataggio non ebbe successo. Nel 1860 la Cassa fu ristrutturata e al suo vertice fu posto Domenico Balduino su suggerimento del direttore della Banca Nazionale negli Stati Sardi Carlo Bombrini e con l'assenso di Cavour.
Balduino si lanciò nel settore all'epoca all'avanguardia delle costruzioni ferroviarie: in questo campo il mercato dell'Europa continentale era conteso fra le due grandi banche francesi, i Rothschild e i Pereire. In Italia i Rothschild si erano aggiudicati le concessioni più importanti. Contro l'egemonia dei Rothschild il banchiere livornese Pietro Bastogi fondò la Società Italiana per le Strade Ferrate Meridionali e si aggiudicò la concessione della linea adriatica. Balduino si schierò con Bastogi comprando un grosso pacchetto azionario delle Meridionali. Probabilmente dietro Bastogi c'era il Crédit Mobilier dei fratelli Pereire.
Dalla ulteriore ristrutturazione della Cassa del Commercio e dell'Industria di Torino nacque nel 1863 il Credito Mobiliare.

### IlCredito Mobiliare
Il Credito Mobiliare fu fondato nel 1863, all'indomani dell'Unità d'Italia, per dare al nuovo stato una banca che finanziasse la creazione di un moderno settore industriale ed imprenditoriale, sul modello del Crédit Mobilier francese. E proprio i proprietari di quest'ultima banca, i fratelli Pereire furono fra i soci fondatori del Credito Mobiliare italiano. L'istituto fu subito quotato in borsa.
Inizialmente l'attività principale della Banca, come quella delle banche commerciali più piccole, era di raccogliere depositi, effettuare anticipazioni e scontare le tratte che venivano presentate dai banchieri e dalle piccole banche locali o da imprese importanti.
Tuttavia, nel 1866 si verificò una corsa agli sportelli che portò al ritiro del 70% dei depositi: solo l'intervento del Crédit Mobilier e della Banca Nazionale nel Regno d'Italia di Bombrini salvarono il Credito Mobiliare.
Balduino si rese conto di non poter fare affidamento sui depositi e decise di cambiare impostazione alla banca e di operare sulla compravendita di azioni ed obbligazioni e in particolare sul collocamento delle nuove emissioni. Decise, cioè, di non operare con i capitali dei correntisti, ma con quelli degli azionisti, come una banca d'affari.
Poiché, tuttavia, in Italia non c'erano molti soggetti disposti a mettere capitali a disposizione di una banca d'investimenti, Balduino non riuscì a raccogliere un grosso capitale.
Ad ogni modo, il Credito Mobiliare divenne la banca di riferimento di alcune importanti imprese dell'Italia ottocentesca: si trattava di una banca mista che, oltre a concedere prestiti alle imprese, spesso vi deteneva partecipazioni, anche rilevanti.
Innanzitutto continuava ad essere l'azionista di riferimento delle Strade Ferrate Meridionali, nella costruzione della ferrovia Adriatica.
In secondo luogo, insieme alla Banca Nazionale e alla Banca Generale, la banca di Balduino controllava le Acciaierie di Terni, allora la più grande industria siderurgica italiana.
Sempre insieme alla Banca Nazionale il Credito Mobiliare finanziava l'armatore genovese Raffaele Rubattino, e ne curò la fusione della compagnia di navigazione con le Flotte Riunite Florio per dar vita alla Navigazione Generale Italiana (Società riunite Florio e Rubattino). Della nuova compagnia il Credito Mobiliare deteneva un quinto del capitale.
Il Credito Mobiliare era inoltre la banca di riferimento del settore saccarifero, allora molto importante.
L'istituto di credito, infine, finanziava alcune importanti operazioni immobiliari come la Società pel Risanamento di Napoli e la Società generale immobiliare.
Proprio dagli investimenti nel settore edilizio nacque la crisi del Credito Mobiliare. Nel frattempo, dopo la morte di Balduino, la guida della banca era stata assunta da Giacinto Frascara. Resosi conto della situazione finanziaria dell'istituto, il nuovo direttore pensò di controbilanciare i capitali immobilizzati nelle operazioni edilizie con l'acquisto di banche di deposito, esattorie, istituti di credito agrario. In questo campo, in particolare, finanziò la prima industria conserviera italiana, la Cirio.
Tutto ciò non riuscì, tuttavia, a salvare la banca, che entrò in liquidazione nel 1894.
L'onere di ripianare le perdite lasciate dall'istituto fu assunto dalla Banca Nazionale e passò quindi alla Banca d'Italia.